# Trần Đô Linh
Trần Đô Linh (tiếng Trung: 陈都灵, sinh ngày 18 tháng 10 năm 1993) là nữ diễn viên người Trung Quốc được biết đến qua vai Lý Nhĩ trong phim điện ảnh Tai trái (2015) của đạo diễn Tô Hữu Bằng, vai chính trong bộ phim truyền hình chủ đề dân quốc Cảnh đẹp ngày vui biết bao giờ (2022) vai chính trong bộ phim truyền hình cổ trang Khi chim nhạn trở về (2025).

## Tiểu sử
Trần Đô Linh sinh ra tại Hạ Môn, Phúc Kiến, Trung Quốc trong một gia đình dòng dõi thư hương. Hai bên nội ngoại đều thuộc tầng lớp trí thức, cha là giáo sư đại học, mẹ là thương nhân. Cha cô vốn là một người hâm mộ trung thành của giải bóng đá Serie A nên ông đã quyết định dùng Turin - tên thành phố nơi đặt trụ sở đội bóng Juventus để đặt tên cho con gái. Turin được viết trong tiếng Trung là 都灵: Đô Linh, mang ý nghĩa “Mọi việc đều linh”, với mong muốn cuộc sống sau này của con gái có thể bình an, vui vẻ, mọi đều linh ứng. 
Từ năm 2000-2009 cô theo học bậc tiểu học và trung học cơ sở tại Trường Âm nhạc trực thuộc, lớp số 1 chuyên Piano, thường xuyên đạt giải nhất trong các cuộc thi của trường, đứng đầu 3 kỳ thi liên tiếp. Năm 2009 tham gia kỳ thi cấp 3 với thành tích văn hoá trên 750 điểm, đỗ vào Trường Trung học số 1 Hạ Môn - Trường cấp 3 trọng điểm của tỉnh Phúc Kiến. Từ năm 2009-2012 theo học lớp số 7 chuyên khoa học tự nhiên của trường, từng là đại biểu môn tiếng Anh của lớp, năm 2012 tham gia kỳ thi Cao khảo với thành tích 621/750 điểm, đỗ vào Học viện Cơ Điện ngành Chế tạo và sửa chữa máy bay lớp 303, Đại học Hàng không và du hành vũ trụ Nam Kinh.
Tháng 2 năm 2013, Trần Đô Linh đã vượt qua "Hotgirl Trà sữa" Chương Trạch Thiên trong cuộc bình chọn nam thanh nữ tú học đường Facejoking và nhận danh hiệu "Nữ thần bảng xếp hạng". Và trong cuộc bình chọn này, cô là cô gái duy nhất sử dụng ảnh thẻ của mình để tham gia, thu hút sự chú ý trên mạng Internet.. Cũng nhờ đây mà Trần Đô Linh được đạo diễn Tô Hữu Bằng và biên kịch Nhiêu Tuyết Mạn để ý.
Vào tháng 8 năm 2014, cô nhận lời mời đóng vai nữ chính Lý Nhĩ trong bộ phim điện ảnh Trai trái của đạo diễn Tô Hữu Bằng. Đây là vai chính đầu tiên trong sự nghiệp của cô.

## Danh sách phim

### Phim truyền hình
| Năm  | Tựa đề                                                                                  | Vai                                                                       | Kênh phát sóng |  |
| ---- | --------------------------------------------------------------------------------------- | ------------------------------------------------------------------------- | -------------- |  |
| 2015 | Tuổi 17 biết đau - Blue Seventeen (会痛的17岁)                                          | Lý Uyển Oánh (Khách mời)                                                  | Youku          |  |
| 2017 | Cầu hôn đại tác chiến - Operation Love (求婚大作战)                                     | Cát Điềm Điềm (Vai chính)                                                 | Dragon TV      |  |
| 2018 | Minh Hồng truyện - Myths of sword (鸣鸿传)                                              | Vương Thi Thi/Nguyệt Nhi (Vai chính)                                      | IQIYI          |  |
| 2019 | Thất Nguyệt và An Sinh - Another me (七月与安生)                                        | Lâm Thất Nguyệt (Vai chính)                                               | IQIYI          |  |
| 2020 | Bên tóc mai không phải hải đường hồng - Winter Begonia (鬓边不是海棠红)                 | Thịnh Tử Tình (Cameo tập 46)                                              | IQIYI          |  |
| 2020 | Đây chính là cuộc sống - Invisible Life (这就是生活)                                    | Diệp Tiểu Bạch (Vai chính)                                                | Hồ Nam TV      |  |
| 2021 | Ngọc Lâu Xuân - Song of Youth (玉楼春)                                                  | Tôn Hữu Đức (vai phụ)                                                     | Youku          |  |
| 2022 | Cảnh Đẹp Ngày Vui Biết Bao Giờ - Love In Flames Of War (良辰好景知几何)                 | Lâm Hàng Cảnh/ Thịnh Hàn Quân (Vai chính)                                 | Youku          |  |
| 2022 | Bạn an toàn chứ? - Are you safe? (你安全吗)                                             | Tư Nhã (cameo)                                                            | Tencent Video  |  |
| 2022 | Đương Đả Chi Niên Của Chúng Ta/ Khi Phái Nữ Đứng Lên - Walk the line (是全新的30岁啊) " | Viên Ca (vai chính)                                                       | Hồ Nam TV      |  |
| 2023 | Trường Nguyệt Tẫn Minh - Till The End Of The Moon (长月烬明)                            | Diệp Băng Thường/ Mạt Nữ/ Thiên Hoan (vai thứ chính)                      | Youku          |  |
| 2023 | Liên Hoa Lâu                                                                            | Kiều Uyển Vãn                                                             | IQIYI          |  |
| 2023 | Vân Chi Vũ                                                                              | Lan Phu Nhân (cameo) mẫu thân Cung Tử Vũ                                  | IQIYI          |  |
| 2023 | Tây Xuất Ngọc Môn                                                                       | Hà Tiêu Ngọc (cameo)                                                      | Tencent Video  |  |
| 2023 | Nhất Niệm Quan Sơn                                                                      | Tiêu Nghiên -Tiêu Hoàng Hậu (diễn xuất đặc biệt/cameo)                    | IQIYI          |  |
| 2024 | Đại Đường Địch Công Án                                                                  | Thu Nguyệt (vai phụ)                                                      | Youku          |  |
| 2024 | Hồ yêu tiểu hồng nương: Nguyệt hồng thiên                                               | Nguyệt Đề Hà (diễn xuất đặc biệt/vai chính trong phần Tình Duyên Vỹ Sinh) | IQIYI          |  |
| 2024 | Chiếc Thuyền Đơn Độc/ Cô Chu                                                            | Trương Hải Mạt (vai chính)                                                | IQIYI          |  |
| 2024 | Đại Mộng Quy Ly                                                                         | Văn Tiêu (vai chính)                                                      | IQIYI          |  |
| 2024 | Vĩnh Dạ Tinh Hà                                                                         | Kính Yêu (cameo)                                                          | Tencent Video  |  |
| 2025 | Quý Nữ / Nhạn Hồi Thì                                                                   | Trang Hàn Nhạn ( Vai Chính)                                               | Tencent Video  |  |

### Phim điện ảnh
| Năm  | Tựa đề                                                   | Vai                   | Ghi chú                   |
| ---- | -------------------------------------------------------- | --------------------- | ------------------------- |
| 2015 | Tai trái - The left ear (左耳)                           | Lý Nhị (Tiểu Nhĩ Đóa) |                           |
| 2017 | Nhật ký suy luận - Inferences note (推理笔记)            | Hạ Tảo An             |                           |
| 2017 | Tiệm tạp hóa Giải Ưu - Namiya (解忧杂货店)               | Thiếu nữ Tình Mỹ      |                           |
| 2018 | Trò chơi phá mộng - Dream Breaker (破梦游戏之不醒城)     | Giang Hàm             |                           |
| 2019 | Song sinh - The twins (双生)                             | Đào/Lạc               |                           |
| 2019 | Hôm nay nhất định nói yêu em - New Year's Eve (새해전야) | Diêu Lâm/ Yao Lin     | Phim hợp tác với Hàn Quốc |
| 2019 | Hồng Thuyền Khai Thiên Tích Địa (红船开天辟地)           | Dương Khai Tuệ        |                           |
| 2024 | Cây Đinh Ba 三叉戟                                       | Tiểu Tuyết            |                           |

### Phim tài liệu
| Năm  | Tựa đề                       | Ghi chú            |
| ---- | ---------------------------- | ------------------ |
| 2017 | Amazing China (厉害了我的国) | Hợp tác với Mobike |

## Chương trình tạp kĩ
| Năm                 | Tựa đề                   | Vai trò    | Notes                                    |
| ------------------- | ------------------------ | ---------- | ---------------------------------------- |
| 18 tháng 4 năm 2015 | Happy Camp               | Khách mời  | Tuyên truyền phim Tai trái               |
| 2017                | Hướng về cuộc sống       | Khách mời  | Mùa 1 tập 8,9                            |
| 2018                | Nếu như yêu              | Thành viên | Mùa 4                                    |
| 2018                | Hướng về cuộc sống       | Khách mời  | Mùa 2 tập 9                              |
| 27 tháng 7 năm 2019 | Happy Camp               | Khách mời  | Tuyên truyền phim Thất Nguyệt và An Sinh |
| 21 tháng 4 năm 2019 | Thiên Thiên Hướng Thượng | Khách mời  |                                          |
| 1 tháng 3 năm 2020  | Thiên Thiên Hướng Thượng | Khách mời  |                                          |

## Giải thưởng và đề cử
| Năm  | Giải                                | Đề cử                                             | Tác phẩm | Kết quả             | Nguồn |
| ---- | ----------------------------------- | ------------------------------------------------- | -------- | ------------------- | ----- |
| 2014 | Facejoking                          | Hoa khôi học đường toàn quốc                      |          | Đoạt giải Quán quân | [ 7 ] |
| 2016 | Phê bình phim Thượng Hải lần thứ 24 | Nữ diễn viên mới xuất sắc nhất                    | Tai trái | Đề cử               | [ 8 ] |
| 2018 | iFeng Fashion Choice Awards         | Gương mặt thời trang phổ biến được yêu thích nhất | N/A      | Đoạt giải           | [ 9 ] |

## Chứng thực kinh doanh
| năm  | thương hiệu                            | danh phận                        | Nhận xét |
| 2020 | NIVEA                                  | người phát ngôn dòng sữa rửa mặt |          |
| 2023 | điện thoại di động Xiaomi Civi3        | Cán bộ trải nghiệm xu hướng      |          |
| 2023 | YSL Yves Saint Laurent                 | Người bạn thương hiệu            |          |
| 2023 | HAZZYS                                 | Người phát ngôn quần áo phụ nữ   |          |
| 2023 | Quark APP                              | sĩ quan tình nguyện              |          |
| 2023 | Casarte 卡薩希                         | Nhân viên trải nghiệm máy giặt   |          |
| 2023 | Trò chơi di động Liên Minh Huyền Thoại | đại sứ thương hiệu               |          |
| 2023 | Dầu gội và dầu xả Lux                  | đại sứ thương hiệu               |          |
| 2023 | Ubras                                  | đại sứ thương hiệu               |          |
| 2023 | Semir                                  | Người phát ngôn quần áo phụ nữ   |          |